# Britta Carlson
Pour les articles homonymes, voir Carlson.
Britta Carlson, née le 3 mars 1978 à Kiel, est une footballeuse allemande évoluant au poste de défenseur ou de milieu de terrain. Elle est internationale allemande de 2004 à 2007 (31 sélections) avant de devenir entraîneuse.

## Carrière
Elle commence sa carrière au Schmalfelder SV (de) puis rejoint le Hambourg SV. En 2004, elle signe au 1. FFC Turbine Potsdam où elle se construit son palmarès : elle remporte un championnat d'Allemagne, deux coupes d'Allemagne et la Coupe UEFA féminine 2004-2005. Elle quitte le club en 2007 pour aller au VfL Wolfsbourg où elle reste une saison avant de mettre un terme à sa carrière.
Elle fait sa première apparition en équipe d'Allemagne en 2004, remportant avec son équipe le Championnat d'Europe de football féminin 2005. Elle compte 31 sélections et met un terme à sa carrière internationale en 2007.
Elle est depuis 2008 entraîneuse adjointe du VfL Wolfsbourg et est ambassadrice nationale de la Coupe du monde de football féminin 2011 ayant lieu en Allemagne.

## Palmarès
- Championne d'Europe : 2005
- Vainqueur de la Coupe UEFA féminine : 2005
- Championne d'Allemagne : 2006
- Vainqueur de la Coupe d'Allemagne : 2005 et 2006